# مقاطعة كالهون (فلوريدا)
مقاطعة كالهون، فلوريدا (بالإنجليزية: Calhoun County, Florida)‏ هي مقاطعة تقع في ولاية فلوريدا الأمريكية.

## أعلام
- جورج وينت هينسلي